# Lettre de Mar Saba

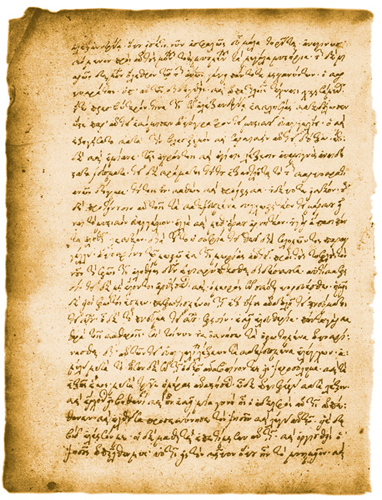
Photographie en couleur d'une page de la Lettre de Mar Saba

La Lettre de Mar Saba est une lettre attribuée à Clément d'Alexandrie qui aurait été trouvée en 1958 par le professeur Morton Smith dans le monastère de Mar Saba et qui fait allusion à l'existence d'un évangile apocryphe disparu de Marc, désigné sous le nom d'« Évangile secret de Marc ». 
Ces pages ont été photographiées à deux reprises et ces deux séries de clichés ont été publiées : d'abord celles prises en noir et blanc par Smith en 1958 et publiées par lui en 1973, ensuite les photographies en couleur prises par le bibliothécaire le père Kallistos Dourvas vers la fin des années 1970 et publiées par Hedrick et Olympiou en 2000.
Le document lui-même, qui n'a jamais été soumis à une expertise scientifique, a disparu en 1990, du vivant de Morton Smith.

## Histoire
La lettre de Clément d'Alexandrie que Morton Smith aurait découverte en 1958 et qu'il a publiée en 1973 fait état de l'existence d'une version longue de l'Évangile selon Marc, intitulée « Évangile secret ». La lettre produite par Smith en cite deux passages, qui figurent dans l'évangile canonique au chapitre 10. Le texte ajoute que Marc a publié deux versions de son évangile : l'une pour les catéchumènes, l'autre, rédigée à Alexandrie, pour des chrétiens plus avancés, pour « ceux qui ont été initiés aux grands mystères », et qui contiendrait des paroles ou des actes de Jésus, mais secrets, mystérieux. Seulement, personne d'autre que Morton Smith n'a pu examiner le manuscrit, dont il n'a produit que des photographies, et qui a  disparu depuis lors.
Le texte indique le contenu et les circonstances de cette rédaction :

« Marc, pendant le séjour de Pierre à Rome, mit par écrit les actes du Seigneur... pour faire  croître la foi de ceux qui reçoivent l'enseignement. Après que Pierre eut subi le martyre, Marc se rendit à Alexandrie, emportant à la fois ses propres notes et celles de Pierre, dont il fit passer dans son premier livre de quoi faire progresser dans la connaissance,  et il composa un évangile plus spirituel... et, ayant ajouté d'autres actes à son premier livre, il adjoignit encore des paroles dont il savait que l'explication conduirait les auditeurs... dans le sanctuaire inaccessible de la vérité cachée par sept voiles »

— Lettre de Mar Saba
Une hypothèse a été proposée, à partir de ce prétendu Évangile secret : Marc serait la réunion de deux traditions, l'une rédigée en deux temps avant 70 et présentant un survol de la première génération chrétienne, et l'autre, après 70, relatant le ministère de Jésus et commune aux trois évangiles synoptiques.

## La réception du texte
Plusieurs spécialistes, parmi lesquels Joseph Fitzmyer et Raymond E. Brown, ont dénoncé dès le début une falsification. L'hypothèse du canular s'est trouvée renforcée par la suite avec les travaux d'Emanuel Tov et de Craig A. Evans, entre autres. Ces deux auteurs écrivent en 2008 : « Les photographies en couleur récemment publiées, bien nettes, ont fourni aux experts en falsification l'occasion d'analyser l'écriture du document. La conclusion est sans appel : c'est Smith qui a écrit ce texte,. »
D'autres, dont Robert M. Price, ont fait le rapprochement avec un roman de James H. Hunter publié en 1940, The Mystery of Mar Saba, et, à leur tour, ont accusé Smith d'être l'auteur d'une mystification. 
Ainsi, d'après le romancier Frédéric Rouvillois, Bart D. Ehrman, après avoir exposé les éléments qui vont dans le sens de la forgerie, aurait écrit en 2003 : « Peut-être que Smith l'a fabriquée [la prétendue lettre]. Peu de gens à part lui avaient, au XXe siècle, la compétence pour cela. Peu de gens avaient assez de mépris envers les autres universitaires pour vouloir les berner. Peu d'autres se seraient autant réjouis du  plaisir extrême d'avoir dupé tant d'experts, démontrant une fois pour toutes leur propre supériorité[réf. nécessaire] ».
En 2003, Bart D. Ehrman écrit que : « la vaste majorité des universitaires ont accepté l'authenticité de la lettre de Clément » et que « s'il s'agissait d'une falsification moderne, elle serait la plus grande œuvre d'érudition du vingtième siècle ».
En 2005, Stephen C. Carlson qualifie la publication de Morton Smith de hoax (« canular »).
En 2007, Peter Jeffery consacre un ouvrage universitaire de plus de 300 pages à ce qu'il qualifie de Biblical Forgery (« contrefaçon biblique »).
En 2010, Frédéric Rouvillois écrit que l'ancien professeur de Smith à Harvard, Arthur Nock (en), mort le 11 janvier 1963, soit bien avant que Morton Smith ait rendu public le résultat de ses recherches en 1973, aurait été convaincu de l'authenticité du document au début, mais y aurait vu par la suite « une mystification pour l'amour de la mystification ».
Pour Hans Conzelmann, la Lettre de Mar Saba relève de la science-fiction et ne mérite même pas la discussion.
En 2011, Pierluigi Piovanelli établit une synthèse de l'état de l'art, émet des recommandations de prudence : « Force est de conclure qu’il vaudra mieux faire preuve de discernement et retirer l’Évangile secret de Marc, ne fût-ce qu’à titre préventif, de la famille des "apocryphes d’origine contrôlée" », et établit son diagnostic : « Car dans le cas qui nous occupe, il s’agit, vraisemblablement, d’un faux construit de toutes pièces par un savant à l’usage d’autres savants, afin de faire passer un certain nombre d’idées nouvelles et faire progresser, ainsi, la connaissance ».

## Les éditions
Malgré les nombreuses accusations de falsification concernant cette découverte, la lettre de Mar Saba fut incluse en 1980, dans l'édition critique standard des œuvres de Clément d'Alexandrie par Otto Stählin et Ursula Treu et sa traduction figure dans l'édition des Écrits apocryphes chrétiens de "La Pléiade" (1997).